# Buren

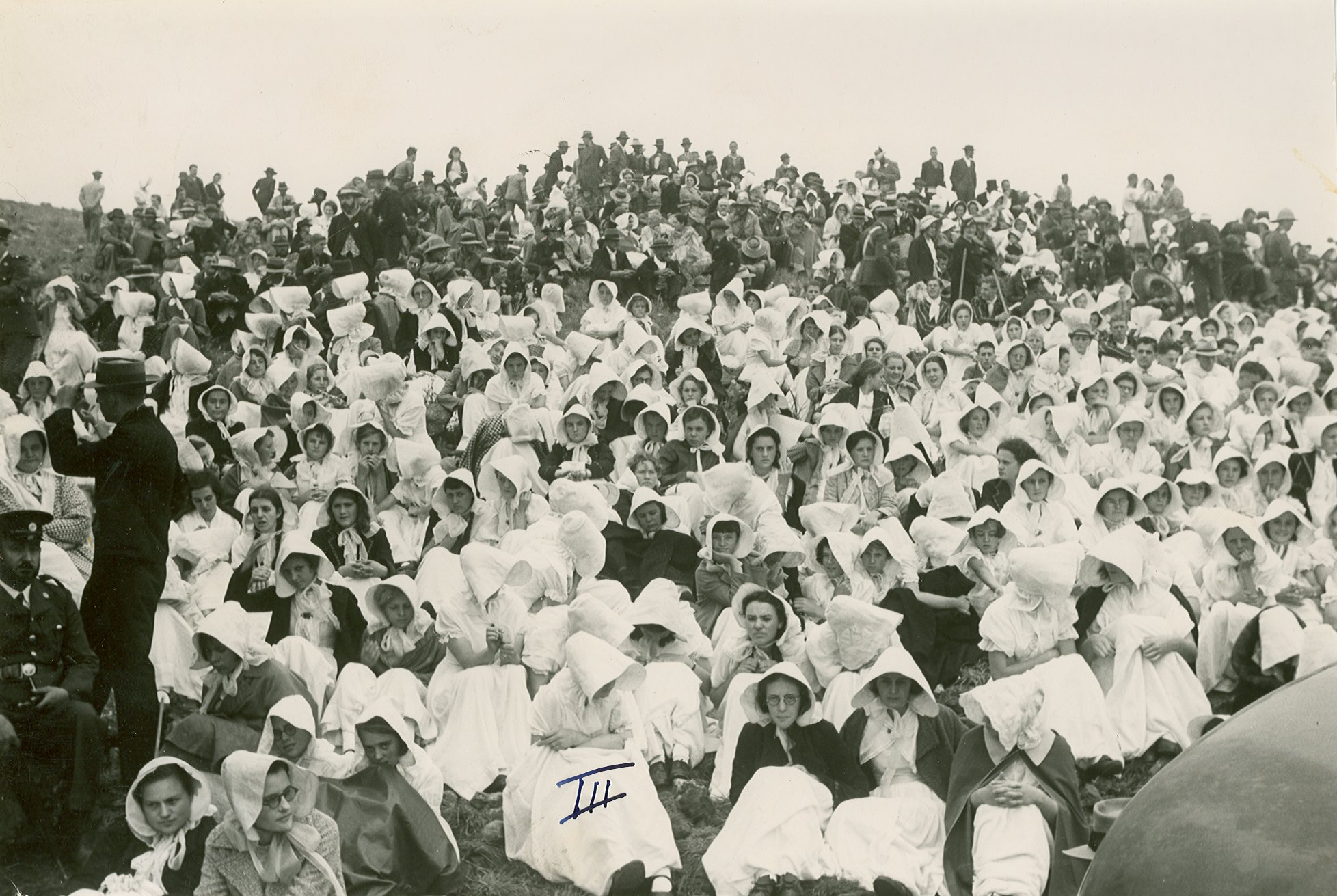
Buren bei einer Gedenkveranstaltung 1938

Als Buren von afrikaans: Boere für Bauer, in ihrer eigenen Sprache Afrikaners, deutsch abweichend Afrikaaner, Afrikaander oder Afrikander, veraltet Kapholländer oder Weißafrikaner, werden etwa seit Ende des 18. Jahrhunderts die Afrikaans sprechenden europäischstämmigen Einwohner Südafrikas und Namibias bezeichnet. Das Wort „Afrikaaner“ für die europäischstämmige Bevölkerung in der ehemaligen Kapkolonie wird dem späteren Premierminister James Hertzog zugeschrieben, der 1891 einen Aufsatz zu Fragen der Nationenbildung in der Kapkolonie verfasste.
Nicht zu verwechseln ist diese Verwendung des Wortes „Afrikaaner“ mit der gleich lautenden Bezeichnung eines Clans des in der Kapregion ansässigen Volkes der Orlam, der nach dessen Häuptling, Jager Afrikaner, benannt wurde.

## Herkunft und Verbreitung
Die Buren stammen von den zumeist niederländischen, aber auch deutsch- und französischsprachigen Siedlern ab, die sich seit 1652 in der Kolonie der Niederländischen Ostindien-Kompanie (VOC) am Kap der Guten Hoffnung niederließen. Mit dem organisierten Zuzug von 200 Hugenotten um 1687/88 vollzog sich eine erste erwünschte Einwanderung nach den niederlassungsbedingten Ansiedlungen der VOC am Kap. Diese Gruppe wurde im Umland des Fort de Goede Hoop sesshaft; mit ihr kam der Weinbau in die Kapregion. Die VOC war in ihren Bestrebungen erfolgreich, diese Familien unter den niederländischsprachigen Siedlernachbarn zu verstreuen. Auf diese Weise ging deren französische Alltagssprache durch Assimilation bereits nach einer Generation verloren. Geblieben sind jedoch verbreitete Familiennamen, wie de Viliers, du Toit, Malan, Marais oder Taillefert und Ortsnamen wie Franschhoek oder Villiersdorp.
Seit der Annexion der Kapkolonie durch die Briten zu Beginn des 19. Jahrhunderts zog ein Teil der Buren ins Landesinnere und gründete dort die Burenrepubliken Natalia, Transvaal und Oranje-Freistaat sowie weitere kurzlebige Republiken. Während Natalia schon Mitte des 19. Jahrhunderts britische Kolonie wurde, verloren die beiden letzteren ihre Unabhängigkeit erst im Zweiten Burenkrieg (1899 bis 1902). Teile der burischen Bevölkerung wurden damals in Lagern interniert, für die erstmals der Begriff Concentration Camps (wörtlich Konzentrationslager) benutzt wurde und in denen viele von ihnen zu Tode kamen. Andere flohen Richtung Nordwesten durch das heutige Botswana und Namibia bis nach Angola (sogenannte Dorslandtrekker).
Die Mehrheit der Buren waren bis 1945 vor allem Ackerbauern und Viehzüchter. Viele von ihnen sind Calvinisten. Ihre fast vierhundertjährige Verwurzelung in Afrika drückt sich in der Selbstbezeichnung als „Afrikaaner“ aus. Anders als bei den Briten hatte sich der Bezug zu einem europäischen Mutterland (in diesem Fall den Niederlanden) trotz der weiterhin engen sprachlichen Verwandtschaft bereits im 19. Jahrhundert verloren.
Die Buren werden seit 2008 durch die Vryheidsfront Plus als Mitglied der Unrepresented Nations and Peoples Organization vertreten.

## Geschichte

### 17. bis 19. Jahrhundert

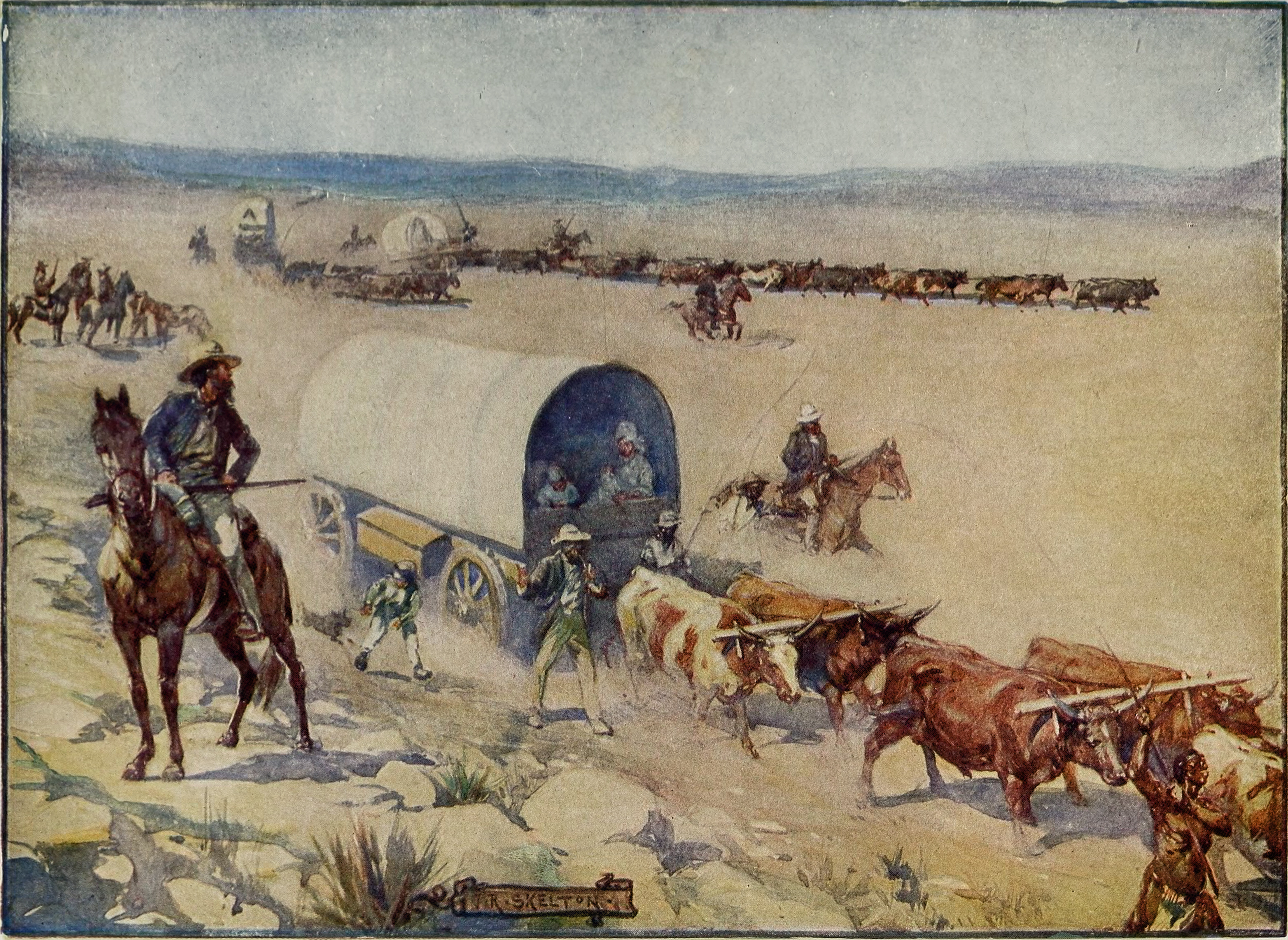
Voortrekker (Darstellung um 1909)

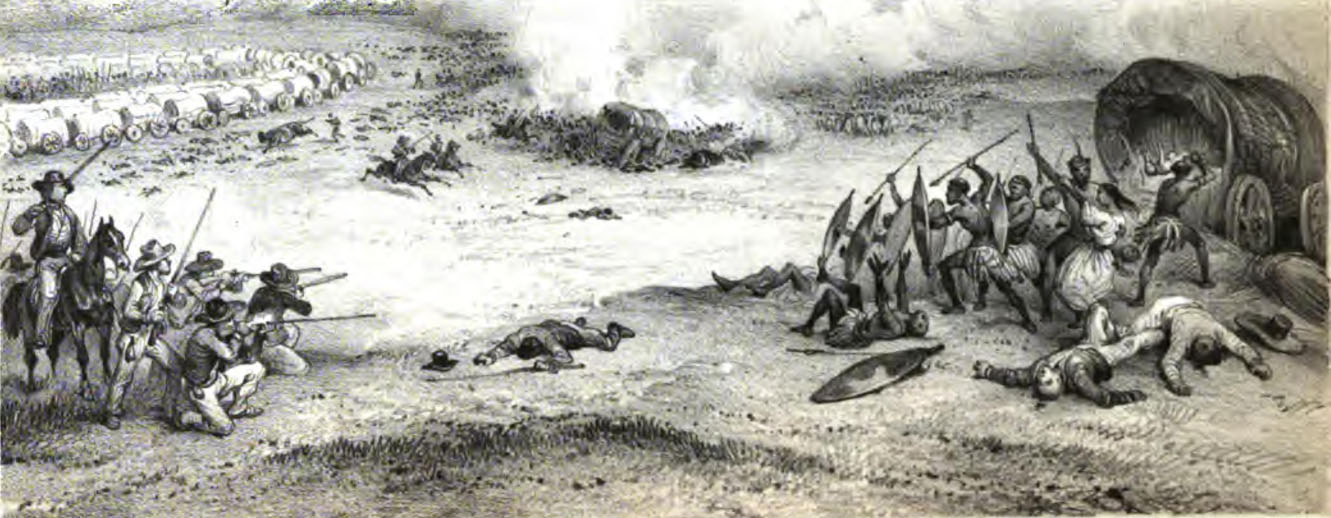
Schlacht am Blood River

1647 erlitt das niederländische Schiff Nieuw Haarlem an der Tafelbucht Schiffbruch, und in der Folge entstand für ein Jahr eine provisorische Siedlung. 1652 gründete Jan van Riebeeck Kapstadt als befestigte Proviantstation für die Niederländische Ostindien-Kompanie (VOC). Einige ehemalige Angestellte der VOC ließen sich 1657 als Siedler nieder. In der Folgezeit wanderten besonders Niederländer, Deutsche und Franzosen in das Land ein. 1659 kam es zu ersten Auseinandersetzungen zwischen den weißen Siedlern (der Begriff Buren war noch nicht geprägt) und dem Volk der San. Am 13. April 1688 erreichte das Schiff Voorschotten Kapstadt. An Bord befanden sich hugenottische Familien, die aufgrund religiöser Verfolgung unter Ludwig XIV. Frankreich den Rücken gekehrt hatten. Sie führten den Weinbau in Südafrika ein. Niederländische Frauen wurden 1679 nach Kapstadt gebracht, um den Männerüberschuss auszugleichen.
1743 lebten bereits 4000 Buren in und um Kapstadt. Viele von ihnen stießen als halbnomadische Viehzüchter immer weiter ins Landesinnere vor. 1779 kam es zu ersten Zusammenstößen zwischen Buren und dem Volk der Xhosa am Groot Visrivier in der heutigen Provinz Ostkap. Damit begann der erste der insgesamt acht Grenzkriege, die ein Jahrhundert dauerten. 1795 rebellierten die Buren gegen die VOC und riefen in Graaff-Reinet die erste Burenrepublik aus. Nach einer kurzfristigen französischen Besetzung annektierten die Briten die Kapkolonie (Kapstadt und Umgebung), in der rund 20.000 Weiße und 26.000 Schwarze sowie zahlreiche Sklaven lebten. Die ersten Siedler zogen in das Landesinnere. 1803 wurde die Kapkolonie an die Niederlande (siehe Batavische Republik) zurückgegeben. 1806 besetzten die Briten die Kapkolonie erneut. 1814 annektierten sie Kapstadt offiziell, und die Kapkolonie wurde britische Kronkolonie.
1833 schafften die Briten die Sklaverei ab. 59.000 Sklaven erlangten die Freiheit, was aber deren sozialen Status kaum veränderte. Sie wurden weiterhin als billige Arbeitskräfte ausgebeutet, von Buren wie Briten. Als Folge wanderten immer mehr Buren, die durch die veränderte ökonomische Situation ihre Lebensgrundlage verloren hatten, aus der Kolonie ab. Von 1835 bis 1845 führte der Große Treck etwa 20.000 Buren in die Gebiete jenseits der Flüsse Oranje und Vaal. Gründe dafür waren neben der Abschaffung der Sklaverei die Ablehnung der englischen Amtssprache und des britischen Rechtssystems. Die Voortrekker genannten Buren, die am Großen Treck teilnahmen, machten rund 20 Prozent der europäischstämmigen Bevölkerung der Kapkolonie aus.
Am 16. Dezember 1838 gründeten die Buren nach der Schlacht am Blood River gegen die Zulu die Burenrepublik Natalia, 1842 folgte der Oranje-Freistaat. Bis 1844 entstanden die Burenrepubliken Winburg-Potchefstroom, Zoutpansberg, Utrecht und Lydenburg. Unter Präsident Marthinus Pretorius schlossen sich diese vier Republiken bis 1860 zur Südafrikanischen Republik zusammen; deren Hauptstadt wurde Pretoria. In ihrer Verfassung wurden erstmals Gesetze der Rassentrennung festgeschrieben. 1852 erkannte England die Republik in der Sand River Convention offiziell an.
1853 erhielt die britische Kapkolonie eine Verfassung und begrenzte Autonomie: Das Wahlrecht wurde an Einkommen und damit indirekt an die ethnische Herkunft geknüpft. 1877 kam es zur Annexion Transvaals durch die Briten. Dies löste 1880/81 den Burenaufstand aus, der als Erster Burenkrieg bezeichnet wird. Er endete 1881 mit dem Frieden von Pretoria und der Unabhängigkeit der Südafrikanischen Republik, wobei jedoch den Briten eine Mitsprache bei deren Außenpolitik eingeräumt wurde. Von 1883 bis 1902 war Paul Kruger („Ohm“ Krüger) Präsident Transvaals. In der britischen Kapkolonie regierte von 1890 bis 1896 Cecil Rhodes als Ministerpräsident. Er bereitete die Eroberung der Burenstaaten vor.

### Migration, Kriegsereignisse und Apartheid

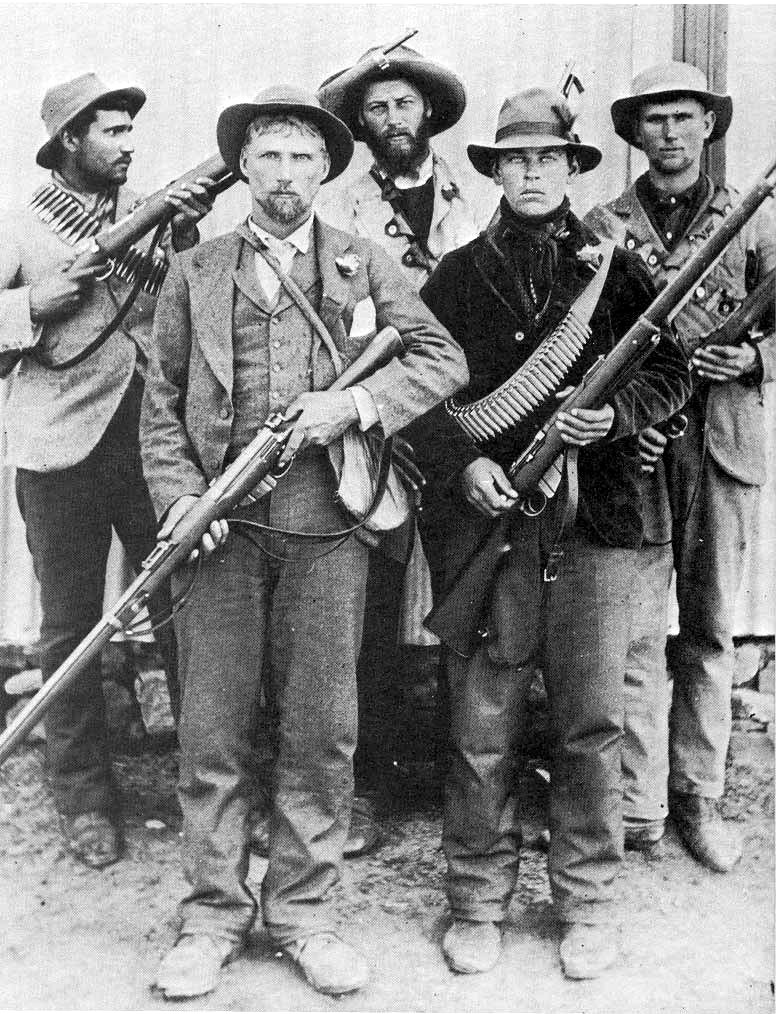
Burenkommando im Zweiten Burenkrieg

Am Ende des 19. und zu Beginn des 20. Jahrhunderts zogen erneut verschiedene Trecks von Buren, insgesamt mehr als 2000 Menschen, als Dorslandtrekker durch die Kalahari nach Angola. Die ersten Gruppen ließen sich in Humpata nieder; einige Familien zogen weiter bis auf das Zentralhochland Angolas. Sie bildeten eine verschlossene, Neuerungen wenig zugängliche Gemeinschaft, die im Laufe der Jahrzehnte verarmte. Zu verschiedenen Zeitpunkten kehrten die meisten von ihnen nach Südwestafrika (das heutige Namibia) und in die Südafrikanische Union zurück, wo sie als „Angolaburen“ zunächst in Abgeschiedenheit lebten, sich allmählich jedoch in die übrige burische Bevölkerung integrierten.
Zum Zweiten Burenkrieg Großbritanniens gegen die Südafrikanische Republik und den Oranje-Freistaat kam es von 1899 bis 1902. Nach Anfangserfolgen der burischen Generäle Jan Smuts, Louis Botha und Barry Hertzog verloren die Buren den Krieg gegen die militärisch überlegenen Briten. Deren rücksichtsloses Vorgehen gegen die Zivilbevölkerung (unter anderem die Internierung ganzer Familien in Konzentrationslagern) zwang die Buren zur Aufgabe. Im Frieden von Vereeniging verloren die Burenrepubliken 1902 ihre Selbstständigkeit, doch wurde die Verwendung der niederländischen Sprache in Schulen und vor Gericht weiterhin erlaubt. 1907 gestand Großbritannien den ehemaligen Burenrepubliken die Selbstverwaltung zu, und 1910 bildeten die Kapkolonie, Natal, Transvaal und der Oranje-Freistaat die Südafrikanische Union als Dominion im Britischen Empire; wahlberechtigt waren nur Weiße und einige wohlhabende Nicht-Weiße. 1925 wurde Afrikaans neben Englisch zweite Amtssprache in der Südafrikanischen Union. Das Niederländische verlor seinen Status als Schriftsprache.
Angesichts des nahenden Zweiten Weltkriegs stellten sich zahlreiche Buren gegen die Regierung Jan Smuts’, die sich für eine Unterstützung der Alliierten aussprach. Die im Februar 1939 entstandene Organisation Ossewabrandwag (OB) vereinte bis zu einem Drittel aller Buren, die nach den schlechten Erfahrungen mit den Briten in den Burenkriegen Sympathien für das Deutsche Reich und den Nationalsozialismus hegten. Der paramilitärische Flügel der OB, Stormjaers (deutsch „Sturmjäger“), griff südafrikanische Soldaten der Union Defence Force an und verübte zahlreiche Anschläge auf die Infrastruktur der Südafrikanischen Union. Viele Anhänger der OB wurden bis zum Kriegsende interniert. Die meisten Anhänger der OB wurden von der burisch geprägten Herenigde Nasionale Party (HNP) aufgenommen, die sich 1935 als Gesuiwerde Nasionale Party von der Regierungspartei abgespalten hatte.
Nach dem Wahlsieg der HNP (später Nasionale Party bzw. National Party) im Jahre 1948 institutionalisierte und verstärkte diese die zuvor latente „Rassentrennung“ und legte somit die Grundlagen des sich nun entwickelnden Apartheidregimes. Ununterbrochen dominierten die weißen Südafrikaner (unter ihnen mehrheitlich Buren) unter Zurückdrängung weiterer Bevölkerungsgruppen das politische, kulturelle und ökonomische Leben im Land, und das Afrikaans gewann an Bedeutung. Die im Verborgenen wirkende Burenorganisation Afrikaner Broederbond übte dabei großen Einfluss aus. Das Regime kam jedoch bald, insbesondere seit den 1960er Jahren und besonders infolge der Unruhen in Soweto, unter wachsenden internationalen Druck. Nach einem als Reformapartheid dargestellten Kurswechsel von Staatspräsident Pieter Willem Botha in der Mitte der 1980er Jahre und den Übergangsverhandlungen ab 1990 endete die Herrschaft der Nasionale Party mit den ersten allgemeinen und freien Wahlen des Landes.

### Nach dem Ende der Apartheid
1990 kaufte eine rassistische Gruppe von Buren den Ort Orania, um dort auch nach dem Ende der Apartheid nach den Vorstellungen des Volkstaats zu leben. Die Afrikaner Weerstandsbeweging verfolgte ähnliche Ziele und verübte zudem terroristische Akte. Als politische Partei radikaler Buren bildete sich die Vryheidsfront (deutsch „Freiheitsfront“), die später mit anderen Parteien zur Vryheidsfront Plus fusionierte. Nach dem Ende des Apartheidregimes wanderten Buren wie andere Weiße zu Tausenden aus Südafrika aus. Burische Gemeinden sind besonders im Vereinigten Königreich, in Australien und Neuseeland zu finden.
Unter den damaligen Präsidenten Micheil Saakaschwili und Giorgi Margwelaschwili bemühte sich die georgische Regierung, zahlreiche Buren nach Georgien zu holen. Ziel war, die georgische Landwirtschaft zu modernisieren. Etwa 80 burischen Familien wurden georgische Pässe, Steuerminderungen und subventioniertes Land angeboten.
2006 wurde die Organisation AfriForum gegründet, die sich als Interessenvertretung der Buren versteht und nach eigenen Angaben rund 220.000 Mitglieder hat (Stand 2019).